# 季節風 (映画)
『季節風』（きせつふう）は、1977年に公開された日本映画。監督は、斎藤耕一。主演は、野口五郎。歌が好きな青年が将来に迷いながら上京し、再会した知人男性とその妹、及び偶然知り合った女性モデルとの心のふれあいを描いた作品。

## あらすじ
浪人生・高村慎次はある日進路を巡って兄とケンカし売り言葉に買い言葉で家出すると、その直後CM撮影を終えたモデル・白川圭子と出会う。圭子が東京に戻ることを知った慎次は、数年前に上京した知人・山本健を頼ることを決め、そのまま彼女の車で東京へと向かうことに。東京で圭子と別れた慎次は新宿にあるアパートを訪ねて健と、偶然遊びに来ていた健の妹・美紀とも再会し2人の歓迎を受ける。健の部屋で居候をさせてもらい彼の路上販売の仕事を始めた慎次は、数日後実家に手紙を書いて近況を報告しとりあえず家族を安心させる。
後日慎次は有名モデルの圭子と知り合ったことを健に話すと、まともな正社員の仕事を紹介してもらうため彼女を探すよう告げられる。事務所スタッフから門前払いを喰らう慎次だが数日かけて圭子の居所を見つけ出し、健の仕事を紹介してもらい自身はスナックで働き始める。ある日の閉店後弾き語りをする慎次の歌をマスターが気に入り、店の売りにできると彼は翌日から客の前で歌うようになる。すると後日店にやって来た圭子から「一曲作ってほしい」と頼まれた慎次は、空いた時間に作曲活動に取り掛かる。
そんな中大家から家賃を催促された慎次は、健に渡していた家賃の半分がなくなったことを知り彼の会社に連絡を入れる。しかし健が数日前に退職したことを聞かされた慎次は、美紀に会って話を聞くと彼が病気にかかり渡していた家賃分は彼の治療費に回ったことを打ち明けられる。健の治療代にまとまった金が必要となった慎次はマスターに前借りを断られてしまい、圭子に事情を話すとプロモーターの男を紹介される。男から「作曲した歌を気に入れば金を払う」と言われた慎次は、後日2人の前で心を込めて歌うと曲を買ってもらえることに。
その金を持ってアパートに戻った慎次は、健から「故郷の海が見たい」と告げられたため数日後美紀と3人で電車で故郷へ向かう。駅を出た3人は丘にたどり着きそこから徒歩で高台へと向かい、眼前に広がる海を真っ先に見た美紀が「ほら見て、海よ！」と興奮した様子で声を上げる。その後久しぶりに実家で家族と再会した慎次は、東京で暮らす決心をしたことを家族に告げた後再び東京へ旅立っていく。

## キャスト
高村慎次
演 - 野口五郎
浪人生で2年連続で受験に失敗したばかりの若者。趣味はギターを弾くことと野球で、小学生の頃は少年野球チームに所属していた。冒頭で海沿いの街に住んでいたが家出した後、東京で暮らす健と共同生活を始める。本人によると「圭子のことは有名人として憧れていて、美紀に対して好意を寄せている」とのこと。
白川圭子
演 - 宇佐美恵子
一流モデル。年は20代前半で慎次より少し年上。東京のマンションで一人暮らししている。冒頭で慎次の実家がある地元の浜で車のCM撮影に訪れる。家出したばかりの慎次と出会い、彼に頼まれ自身の車で東京へ向かい数時間行動を共にする。歌は、明るい曲より切ない曲の方が好き。
山本健
演 - 田中邦衛
元少年野球チームの監督で、小学生の頃に所属していた慎次からは今でも“監督”と呼ばれている。44歳。新宿のアパートで一人暮らししている。現在は勤めていた会社が倒産して失業中で、レディスものの服などの路上販売を始めたばかり。美紀の親代わりに育て、小学校の行事などにも参加してきた。その後体調を崩してしまう。
山本美紀
演 - 大竹しのぶ
健の妹。19歳。物心ついた時に両親はおらず、自身にとって健が唯一の家族。健とは別の場所で一人暮らししており、時々兄のアパートに訪れては家事を手伝ったり会話を楽しむ。慎次とは子供の頃に親しかったが、ここ何年も会えていなかった。兄想いで朗らかな性格でいつも屈託のない笑顔で過ごしている。昼と夜に仕事を掛け持ちしているが、夜に居酒屋で働いていることは慎次には内緒にしている。
高村琴江
演 - 加藤治子
慎次の実母。高村家の主だった夫(慎次にとっては義理の父)の後妻で、元々自身の連れ子である慎次と共に高村家に嫁いだ。浩一との仲はそれなりにいいか、お互いに敬語で話すなど少々気を遣っている。いつも慎次のことを気にかけており、早く進路が決まるよう助言する。
浩一
演 - 新克利
慎次の兄。高村家の長男で父親と前妻との子で、琴江や慎次とは血は繋がっていないが実の母及び弟のように接している。自宅で酒屋らしき自営業を営む。慎次の就職に学歴の必要性を感じており、生前父に彼を大学に行かせることを約束したため、進学に迷いが生じた彼と話合う。
みつこ
こういちの妻。浩一から地元の浜に何やらロケ撮影をしてる、と聞いて有名な俳優でも来ているのかと胸を踊らせる。その直後大学進学に消極的になった慎次のことで家族の意見が分かれたため、彼の好きなようにさせてあげるべきと助言する。
松木啓四郎（けいしろう）
演 - 中村敦夫
東京にあるコンサートホールのオーナー兼プロモーター。圭子が仕事で世話になっている人物。圭子から少しまとまった金が必要になった慎次の話を聞き、自作の歌を聴かせてもらい曲を気に入れば金を支払うと申し出る。
倉田
演 - 中条静夫
マスター。本人曰く堅い雰囲気のスナックを経営している。その後面接に来た慎次の雇い主となる。頑固な性格で指示が細かく、仕事で慎次がミスをするとその都度メモ帳に記すなどしている。
飲食店の客
演 - 常田富士男
とある店で自身が食事をしていた所、近くの席に座る慎次と圭子と出会う。「俺の人相占いはよく当たるんだ」と言って慎次と圭子にちょっかいを出す。

## スタッフ
- 監督 - 斎藤耕一
- 製作 - 中川完治
- 脚本 - 長野洋
- 企画 - 西川宗明、中西正治
- 撮影 - 坂本典隆
- 音楽 - 東海林修
- 美術 - 芳野尹孝
- 編集 - 杉原よ志
- 録音 - 平松時夫、松本隆司
- スチール - 赤井博且
- 助監督 - 仲倉重郎
- 照明 - 八亀実
- 製作進行 - 柴田忠
- 製作主任 - 沼尾鈞
- 製作宣伝 - 幸田順平

## 挿入歌
主題歌「季節風」
作詞：有馬三恵子、作曲：筒美京平 ／歌：野口五郎
自作曲を聴かせてほしいと言う圭子と松木のために、慎次がギターで弾き語りする。
挿入歌「感情曲線」
作詞：有馬三恵子、作曲：筒美京平／歌：野口五郎
スナックで慎次が客たちを前にギターで弾き語りする。